# Josef Rieber
Josef Rieber (22. ledna 1862 Bečov nad Teplou  – 4. prosince 1934 Praha) byl katolický kněz, orientalista, církevní právník a vysokoškolský pedagog.

## Život
Jesef Rieber se narodil v Bečově nad Teplou v rodině tkalce cajků Johana Riebera. Studoval katolickou teologii v Praze na německé Karlo-Ferdinandově univerzitě. V roce 1887 se během studií stal členem pražského Katolického německého studentského svazu "Ferdinandea". Následně přestoupil na univerzitu Martina Luthera do Halle, dále pokračoval ve studiu na Humboldtově univerzitě v Berlíně a nakonec na jezuitské universitě Svatého Josefa v Bejrútě. V roce 1887 byl již jako doktor theologie vysvěcen na kněze. V roce 1888 působil jako farní úředník v saské obci Seiffen a poté na teologické fakultě Karlo-Ferdinandově univerzity. V roce 1892 Josef Rieber habilitoval a pak přednášel náboženské právo, katechetiku a školskou pedagogiku. Současně byl učitelem náboženství na německém učitelském ústavu v Praze. Od roku 1896 vyučoval hebrejský jazyk a v roce 1897 obdržel profesuru z kanonického práva a semitských jazyků. V roce 1898 se stal mimořádným a roku 1901 pak řádným profesorem starozákonních biblických studií a semitských jazyků. V letech 1905–1906 byl rektorem Německé Karlo-Ferdinandovy univerzity. Byl jmenován Prelátem Jeho Svátosti a byl předsedou německé části Diecézního soudu Pražského arcibiskupství. Dokonce i po zániku habsburské monarchie a vzniku Československa v roce 1919 pobýval v Praze, kde také ve věku 72 let zemřel. Byl autorem několika vědeckých studií, získal několik ocenění, mimo jiné Řád železné koruny v roce 1908 a titul Dvorního rady v roce 1917.
Josef Rieber měl mladšího bratra Aloise, který byl akademickým sochařem a vysokoškolským pedagogem.